# Landtagswahl in Niedersachsen 1955
- KPD: 2
- SPD: 59
- FDP: 12
- DZP: 1
- CDU: 43
- DP: 19
- GB/BHE: 17
- DRP: 6

Die Wahl zum 3. Niedersächsischen Landtag fand am 24. April 1955 statt. Die Wahlbeteiligung betrug 77,5 % und war damit etwas höher als bei der vorherigen Landtagswahl 1951.

## Ausgangslage
Bei der vergangenen Wahl wurde die SPD trotz eines Verlusts von fast zehn Prozentpunkten erneut stärkste Kraft und bildete zusammen mit der GB/BHE und der Zentrumspartei die Regierungskoalition. Für Ministerpräsidenten Hinrich Wilhelm Kopf war es die vierte Wiederwahl als Regierungschef in Folge.
Obwohl die CDU und die DP zusammen als Niederdeutscher Bund kandidierten, verloren sie noch stärker als die SPD an Wählerstimmen. Die erstmals angetretene Vertriebenenpartei Gesamtdeutscher Block/Bund der Heimatvertriebenen und Entrechteten (GB/BHE) erreichte fast 15 Prozent der Stimmen.
Im Verlauf der Legislaturperiode kam es zudem zum Verbot der Sozialistische Reichspartei (SRP), was in einer Neufeststellung des Wahlergebnisses von 1951 ohne Berücksichtigung der Stimmen für die SRP resultierte.

## Ergebnis
Bei der Landtagswahl 1955 ergab sich folgendes Ergebnis:
| Partei                                                                      | Stimmen   | Anteil (%) | ± (%) | Direkt- man- date | Sitze | ±   |
| --------------------------------------------------------------------------- | --------- | ---------- | ----- | ----------------- | ----- | --- |
| Sozialdemokratische Partei Deutschlands (SPD)                               | 1.181.963 | 35,2       | +1,5  | 59                | 59    | +5  |
| Christlich Demokratische Union Deutschlands (CDU)                           | 894.018   | 26,6       | +2,9  | 20                | 43    | +8  |
| Deutsche Partei (DP)                                                        | 415.183   | 12,4       | −11,3 | 15                | 19    | +19 |
| Gesamtdeutscher Block/Bund der Heimatvertriebenen und Entrechteten (GB/BHE) | 370.407   | 11,0       | −3,9  | 0                 | 17    | −4  |
| Freie Demokratische Partei (FDP)                                            | 264.841   | 7,9        | −0,4  | 1                 | 12    | ±0  |
| Deutsche Reichspartei (DRP)                                                 | 126.692   | 3,8        | +1,6  | 0                 | 6     | +3  |
| Kommunistische Partei Deutschlands (KPD)                                    | 44.788    | 1,3        | −0,5  | 0                 | 2     | ±0  |
| Deutsche Zentrumspartei (DZP)                                               | 37.563    | 1,1        | −2,2  | 0                 | 1     | −3  |
| Deutsch-Hannoversche Partei (DHP)                                           | 10.823    | 0,3        | neu   | 0                 | 0     | neu |
| Bund der Deutschen (BdD)                                                    | 8600      | 0,3        | neu   | 0                 | 0     | neu |
| Landwirte-Partei (LP)                                                       | 2768      | 0,1        | neu   | 0                 | 0     | neu |
| Einzelbewerber                                                              | 132       | 0,0        |       | 0                 | 0     |     |
| Gültig                                                                      | 3.357.778 | 198,5      |       |                   |       |     |
| Ungültig                                                                    | 0.052.552 | 101,5      |       |                   |       |     |
| Gesamt                                                                      | 3.410.330 | 100,0      |       | 95                | 159   | +1  |
| Wahlberechtigte/Wahlbeteiligung                                             | 4.400.635 | 177,5      | +1,7  |                   |       |     |

Die SPD erhielt fünf Überhangmandate, die übrigen Parteien erhielten fünf Ausgleichsmandate (CDU drei, GB/BHE und DRP je eins). Dadurch vergrößerte sich der Landtag von 149 auf 159 Abgeordnete.
Da bei dieser Wahl die Fünf-Prozent-Hürde noch nicht angewandt wurde, erhielten drei Parteien mit weniger als fünf Prozent Stimmanteil Sitze im Landtag. Dies gilt auch für die KPD, die ihre Sitze allerdings nach ihrem Verbot im August 1956 durch das Bundesverfassungsgericht wieder verlor. Die für sie gewählten Abgeordneten Ludwig Landwehr und Heinz Zscherpe verblieben als Fraktionslose jedoch im Landtag.

## Regierungsbildung
Nach der Landtagswahl bildeten die CDU, die DP, die FDP und der GB/BHE eine Koalitionsregierung unter Heinrich Hellwege. Damit wurde zum ersten Mal in der Geschichte des Bundeslandes eine Regierung gegen die SPD unter Hinrich Wilhelm Kopf gebildet, der seit Gründung des Landes 1946 Ministerpräsident gewesen war.
Im November 1957 zerbrach die Regierung an der Hospitantenaffäre. FDP und BHE bildeten damals eine gemeinsame Fraktion im Landtag. Die niedersächsische FDP gehörte zu den eher nationalliberal ausgerichteten Landesverbänden. Die Gemeinschaftsfraktion hatte die sechs Abgeordneten der rechtsextremen Deutschen Reichspartei als Hospitanten in ihre Fraktion aufgenommen. Heinrich Hellwege hatte die Koalition beendet, da die Gemeinschaftsfraktion nicht bereit gewesen war diesen Schritt rückgängig zu machen.
Hellwege wandte sich dann mit Erfolg an die SPD. Es wurde eine neue Koalitionsregierung unter Beteiligung von DP, CDU und SPD gebildet, Ministerpräsident blieb Heinrich Hellwege. Die SPD erhielt vier Ministerposten. Der ehemalige Ministerpräsident Hinrich Wilhelm Kopf wurde Innenminister.